# Trichocera sparsa
Trichocera sparsa är en tvåvingeart som beskrevs av Jaroslav Stary och Martinovsky 1996. Trichocera sparsa ingår i släktet Trichocera och familjen vintermyggor.
Artens utbredningsområde är Tjeckien. Inga underarter finns listade i Catalogue of Life.